# عدد استفان
عدد استفان یا اشتفان (به انگلیسی: Stefan number) یک کمیت بدون بعد است که به صورت نسبت گرمای لازم جهت تغییر دما به گرمای نهان تعریف می‌شود. این کمیت به افتخار فیزیکدان اسلوانیایی، جوزف استفان نامگذاری شده‌است.

## تعریف
{\displaystyle Ste={\frac {C_{p}\Delta T}{L}}}
در این رابطه:
{\displaystyle Ste} عدد استفان
{\displaystyle C_{p}} گرمای ویژه
{\displaystyle \Delta T} تفاوت دمای بین دو فاز ماده
{\displaystyle L} گرمای نهان ذوب